# Ushi & Dushi
Ushi & Dushi was een televisieprogramma dat werd uitgezonden op RTL 4. In het programma nam Wendy van Dijks alter ego Lucretia Martina (ook wel Dushi) bekende Nederlanders in de maling, zoals Frans Bauer en Linda de Mol.
Lucretia is een Antilliaanse weervrouw van de Antilliaanse televisiezender TeleCuraçao. Samen met haar personal assistant Irmgard Winter komt ze naar Nederland om verslag te doen van typisch Hollandse gebruiken. Ook Van Dijks eerdere typetje Ushi Hirosaki was in dit programma te zien.
Het programma werd verkocht aan de Vlaamse zender VTM.

## Afleveringen
| Show | Datum            | Aantal kijkers | Lucretia                                  | Ushi                      |
| ---- | ---------------- | -------------- | ----------------------------------------- | ------------------------- |
| 1    | 24 oktober 2009  | 2.490.000      | Frans Bauer                               | Derek Ogilvie             |
| 2    | 31 oktober 2009  | 2.417.000      | Het Gooi                                  | Larry Hagman              |
| 3    | 7 november 2009  | 2.193.000      | Peter van der Vorst, Char & Derek Ogilvie | La Toya Jackson           |
| 4    | 14 november 2009 | 2.294.000      | Camping & Wolter Kroes                    | George Wallace            |
| 5    | 21 november 2009 | 1.821.000      | Jan Ybema (Boer Zoekt Vrouw)              | Gino Vannelli             |
| 6    | 28 november 2009 | 1.980.000      | Fanfare                                   | Greg Vaughan              |
| 7    | 5 december 2009  | 1.804.000      | Bejaardentehuis                           | Adele                     |
| 8    | 12 december 2009 | 1.993.000      | Homohuwelijk                              | Susan Boyle, Jamie Cullum |
| 9*   | 31 december 2009 | 1.294.000      | Bloopers en achter de schermen            | Paul Young en Kim Wilde   |

(*) Aflevering 9 (Het Beste van Ushi & Dushi) was te zien op oudejaarsavond 2009. Naast beelden van eerdere afleveringen (vooral fragmenten van de bekendmaking van de identiteit van Wendy), bevatte deze aflevering ook veel nieuw materiaal, waaronder bloopers, scènes van achter de schermen, en twee nieuwe interviews van Ushi.